# Vigía (náutica)

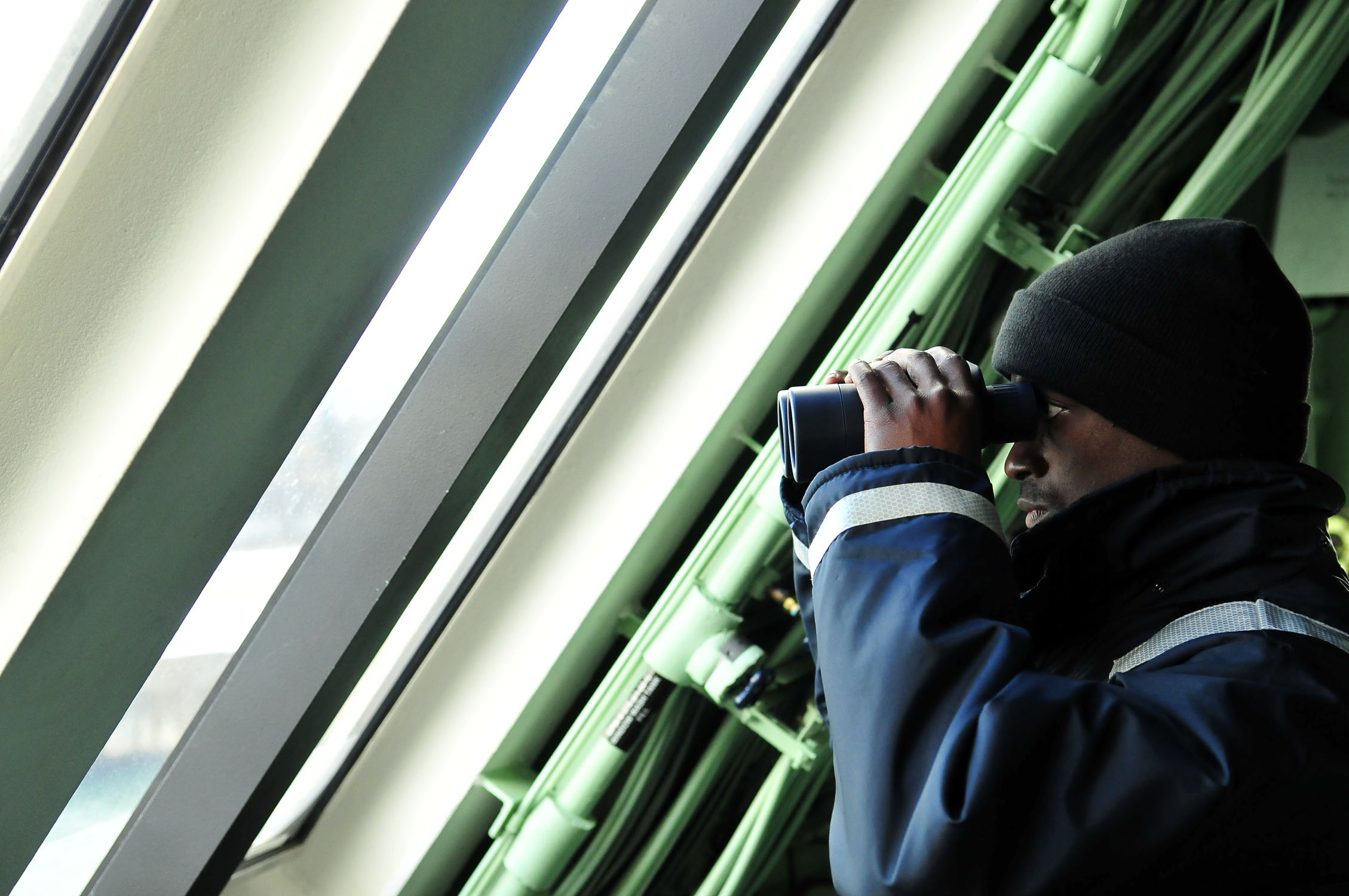
Vigía de Marina de los EE. UU. en el puesto de observación a bordo de un barco de guerra.

Un  vigía  es una persona a cargo de la vigilancia de peligros desde un lugar de observación, torre de vigilancia, torre de vigilancia forestal, desde un barco, etc.

## Vigía naval

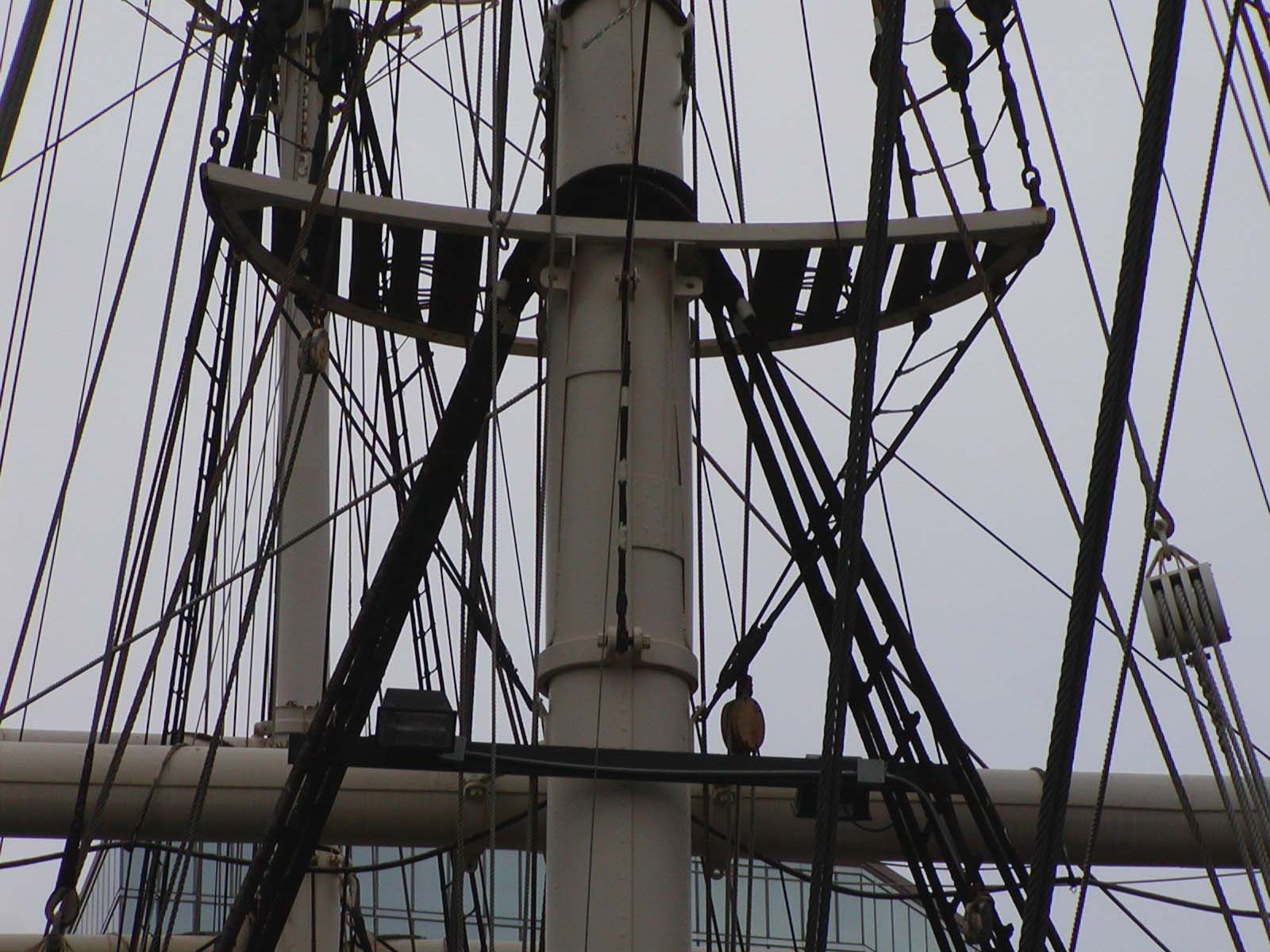
Mástil superior de las Cataratas de Clyde visto desde popa.

En un barco la cofa es el lugar importante donde una  persona está a  cargo de la observación de los peligros del mar, de las naves, los costas, etc., esa persona se llama vigía.
Los vigías deben informar de todo lo que vean o sientan. Si ven algo, deben decir  la dirección del objeto, la forma del objeto y como se ha hecho el contacto. Los vigías deben estar completamente familiarizados con los diferentes tipos de señales de socorro que se pueden encontrar en el mar.
La cofa de un barco tradicionalmente está colocadas en la parte alta de los mástiles.
El Reglamento internacional para prevenir los abordajes en el mar (1972) dice:
 Todos  los barcos han de mantener en  todo momento  una buena visibilidad de día (o luces visibles o ayudas visuales), señales acústicas (o VHF de banda marina) y todos los medios disponibles (por ejemplo, radar, ARPA, AIS, SMSSM...) para que se pueda averiguar si hay riesgo de abordaje.